# آگونیست دوپامین
آگونیست‌های دوپامین (انگلیسی: Dopamine agonist) ترکیباتی هستند که گیرنده‌های دوپامین را تحریک می‌کنند. این داروها در درمان پارکینسون، هایپرپرولاکتینمی، اختلال کم‌توجهی - بیش‌فعالی و سندروم پای بی‌قرار مفیدند.
برخی از این داروها عبارتند از پرامی پکسول، کابرگولین و بروموکریپتین.